# David Zuckerman

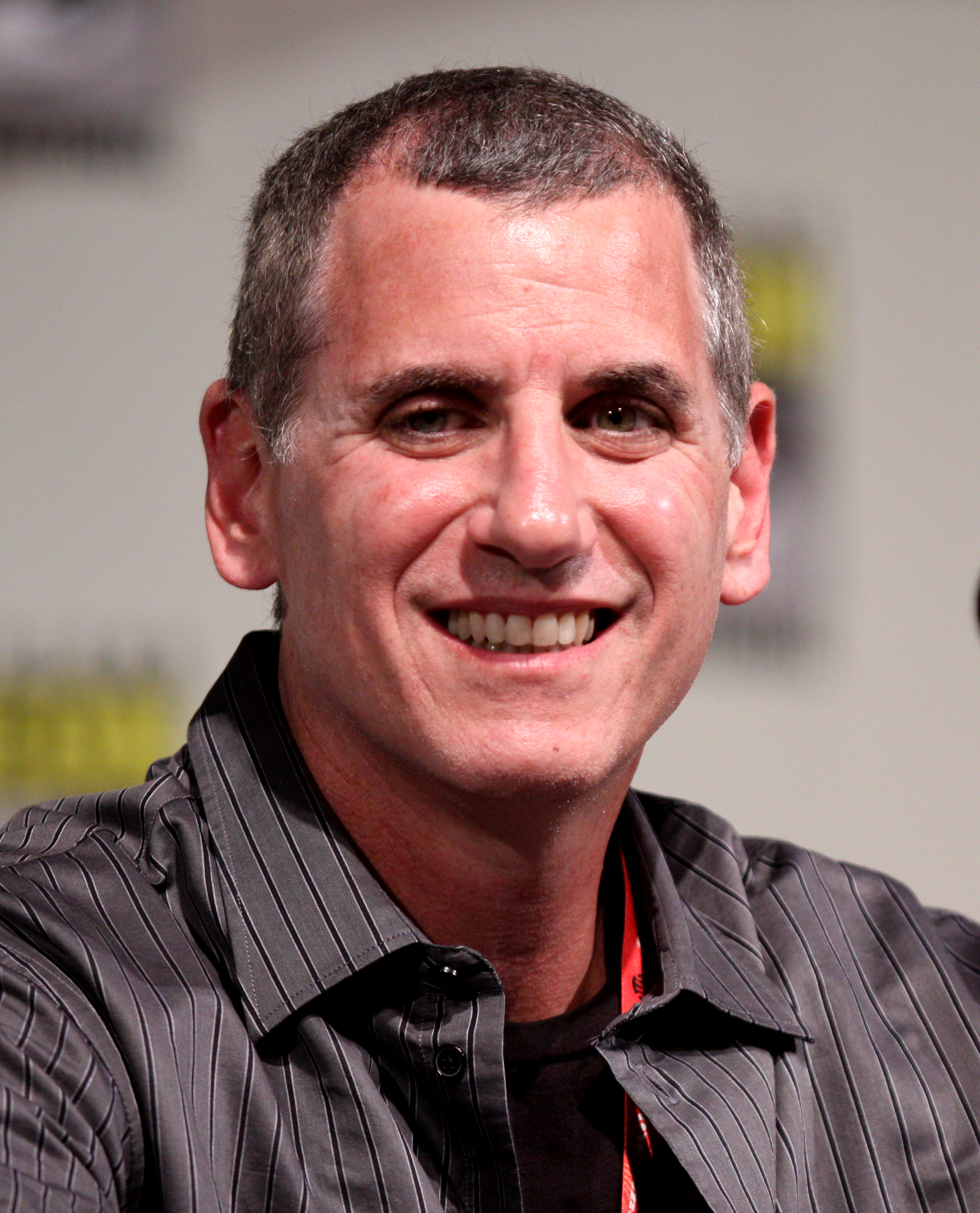

David Zuckerman é um escritor e produtor de programas de televisão. Ele escreveu pela primeira vez para The Fresh Prince of Bel-Air e depois passou a escrever e produzir episódios de King of the Hill . Junto com Seth MacFarlane , ele desenvolveu outra série de animação da FOX, Family Guy , e, posteriormente, trabalhou na American Dad! . Ele também criou duas séries de curta duração, "The Last Frontier" e "The Big House."

## Principais trabalhos na televisão
- American Dad
- Family Guy
- King of the Hill
- The Big House
- The Fresh Prince of Bel-Air